# متروی واشینگتن

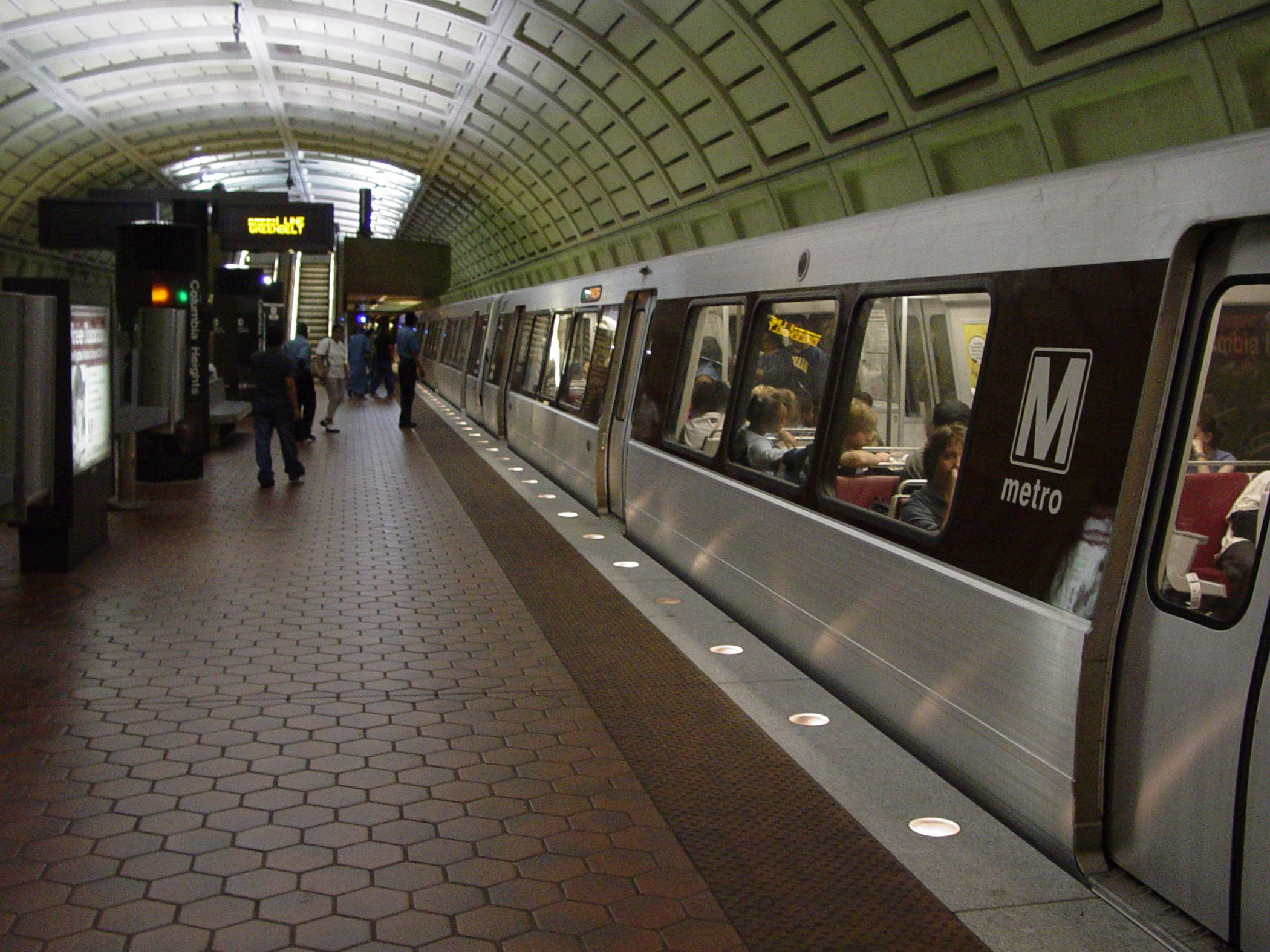
قطار شهری واشینگتن دی.سی. در یک ایستگاه.

متروی واشینگتن (به انگلیسی: Wasington Metro) قطار شهری شهر واشینگتن دی.سی. است که در سال ۱۹۷۶ میلادی تأسیس گردید.
این قطار شهری ۷ خط دارد، و دارای ۹۱ ایستگاه به طول ۱۸۸ کیلومتر است.

## نگارخانه

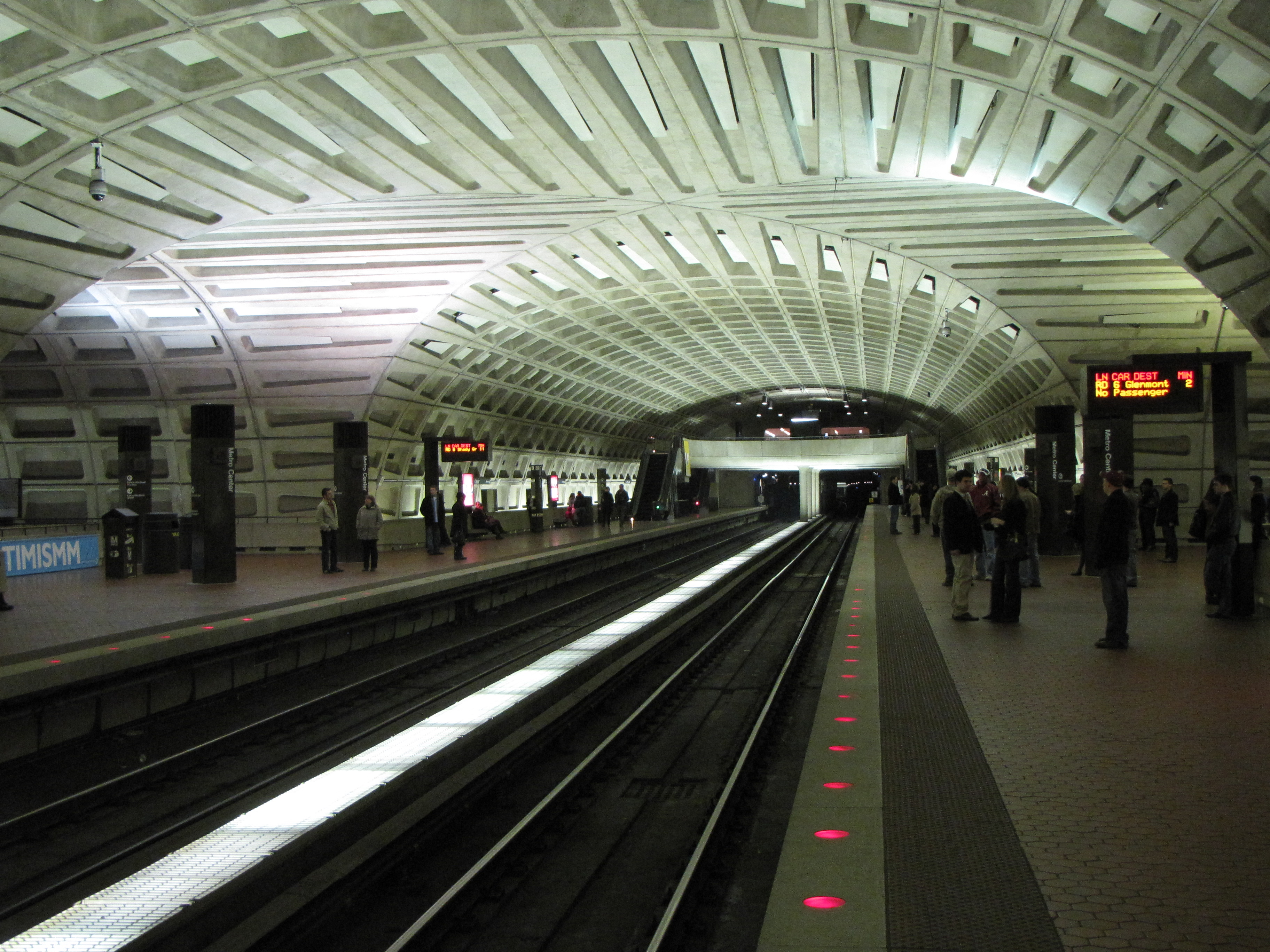
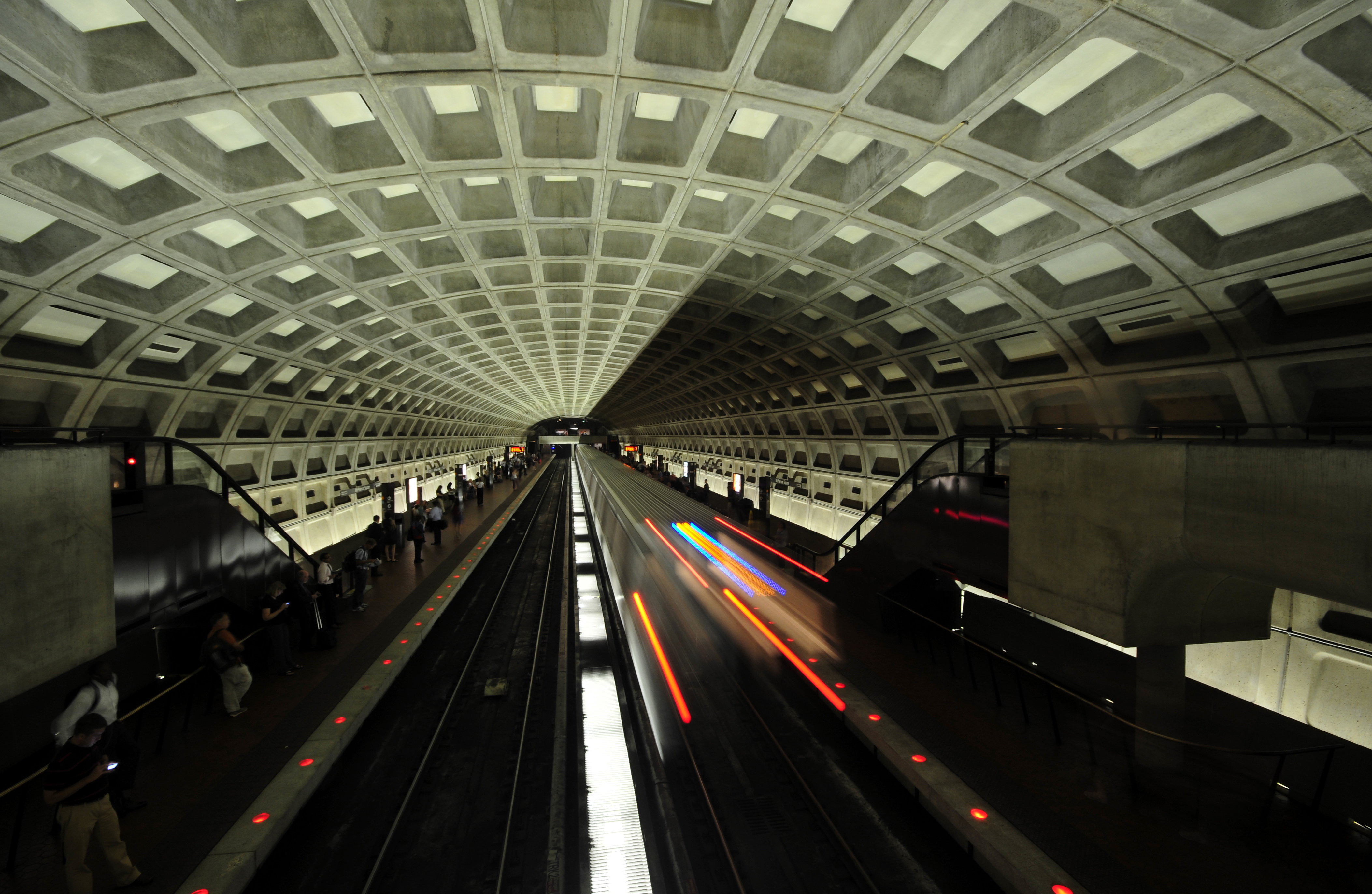
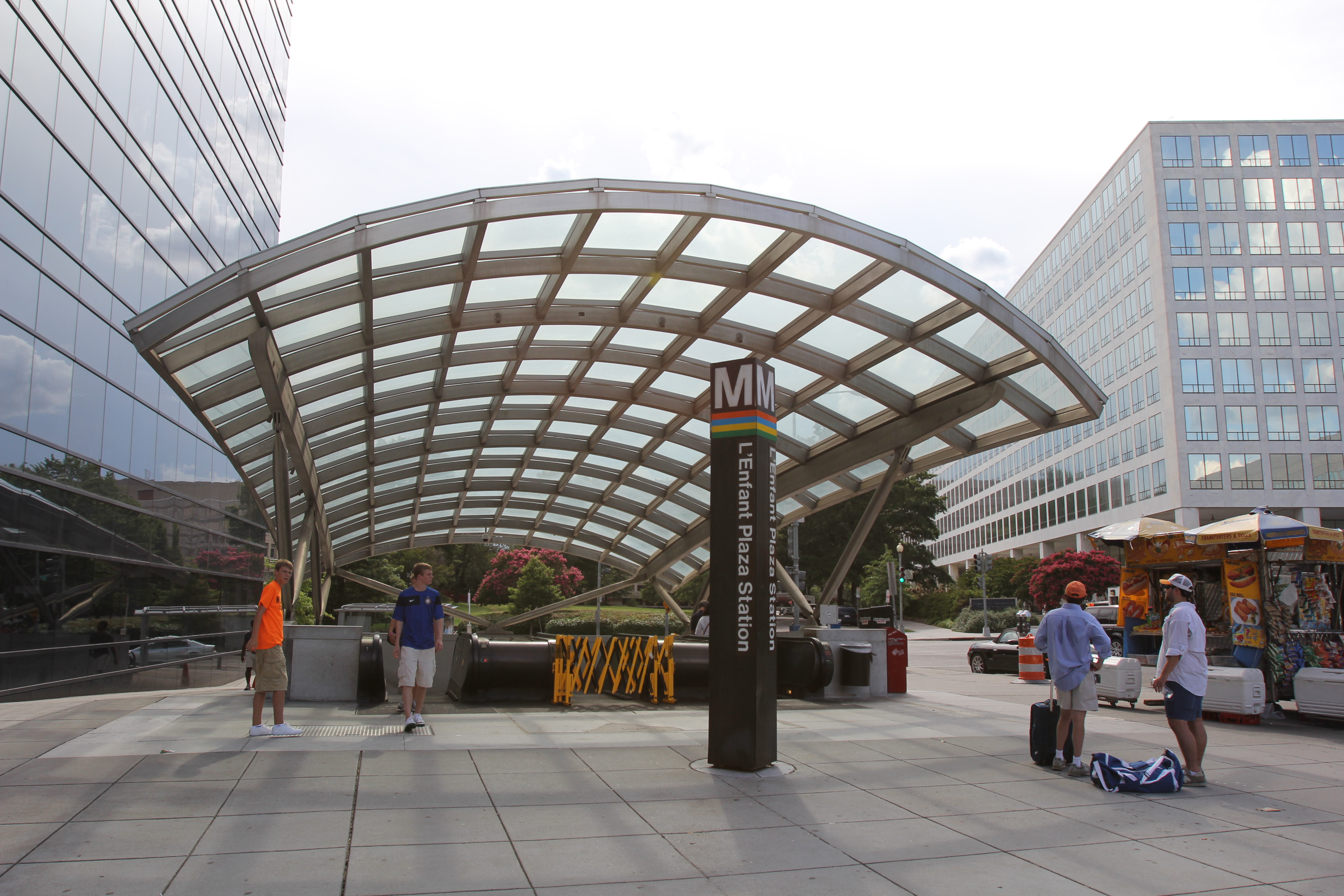
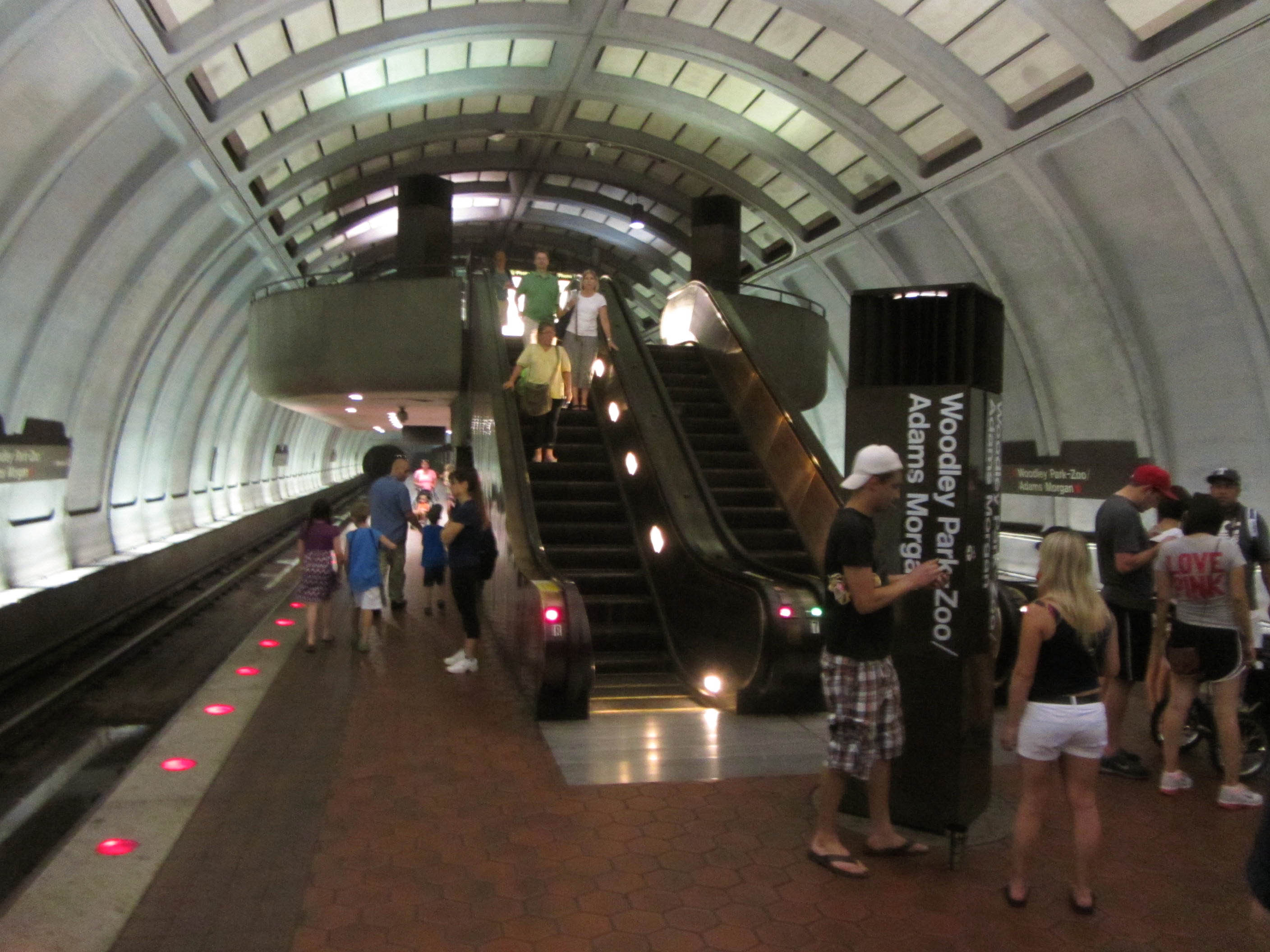
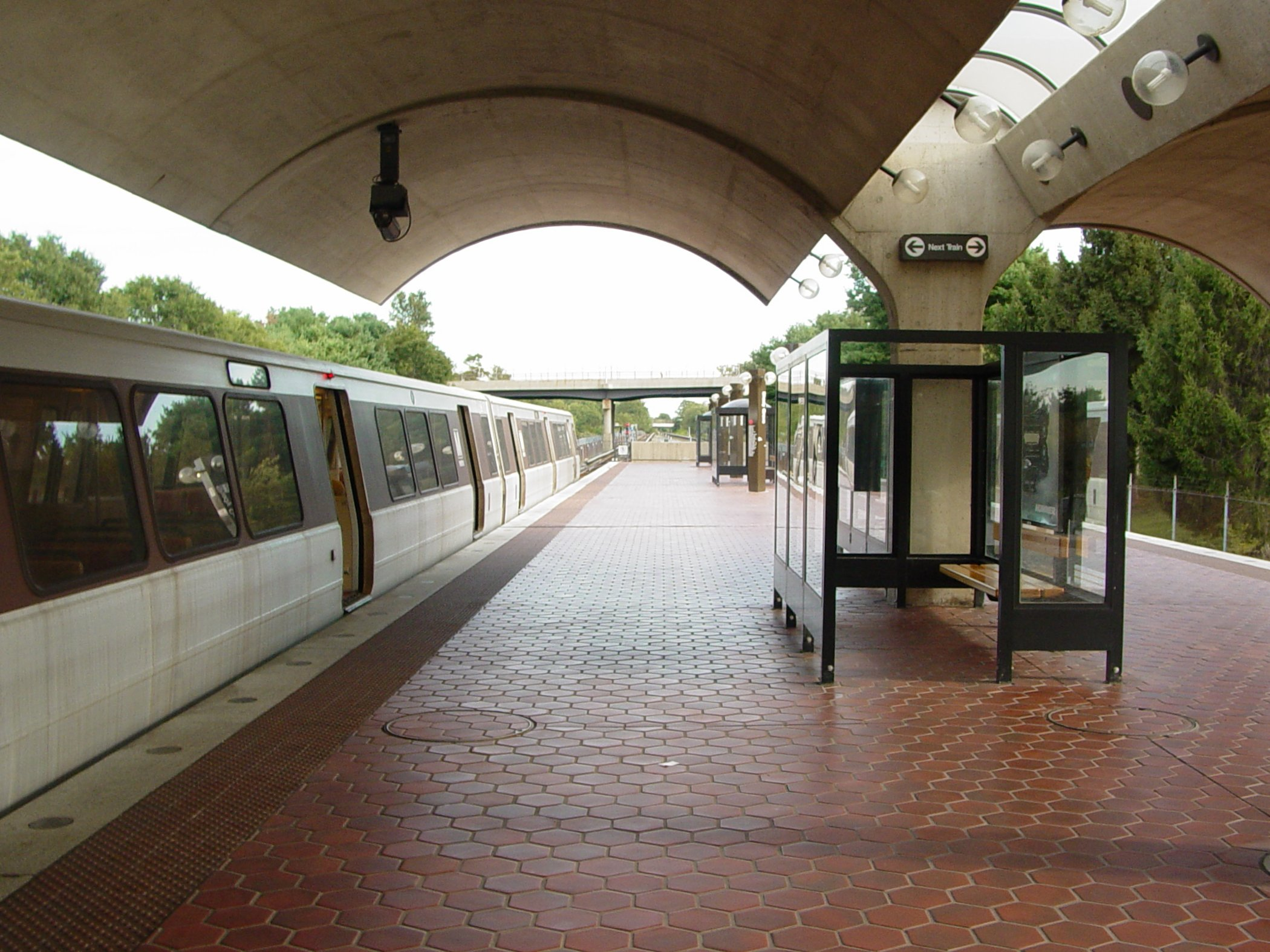
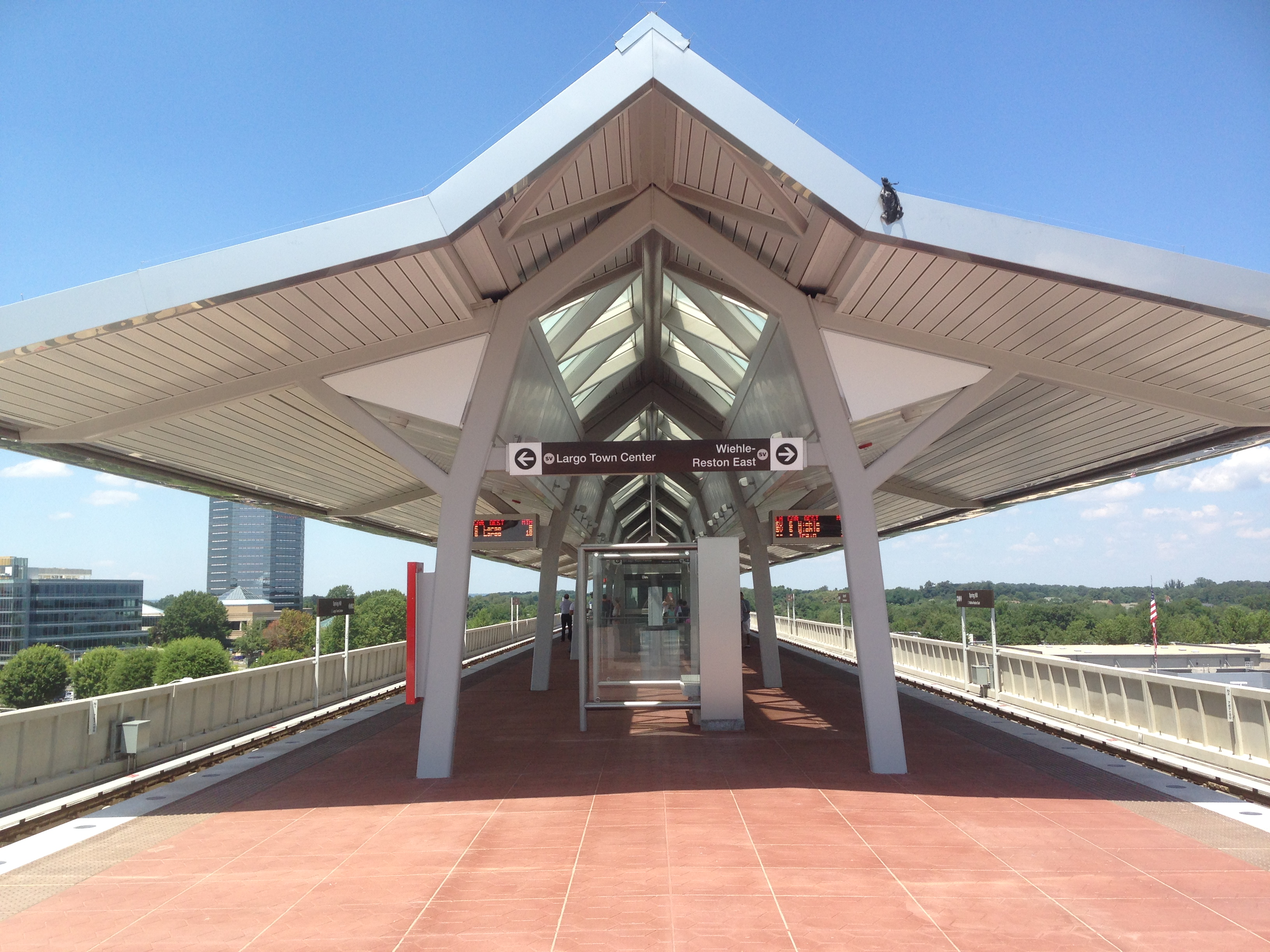

## خط‌ها
| نام       | راه‌اندازی | ایستگاه‌ها | طول   | طول     |
| نام       | راه‌اندازی | ایستگاه‌ها | مایل  | کیلومتر |
| --------- | --------- | --------- | ----- | ------- |
| خط Red    | ۱۹۷۶      | ۲۷        | ۳۱٫۹  | ۵۱٫۳    |
| خط Blue   | ۱۹۷۷      | ۲۷        | ۳۰٫۳  | ۴۸٫۸    |
| خط Orange | ۱۹۷۸      | ۲۶        | ۲۶٫۴  | ۴۲٫۵    |
| خط Yellow | ۱۹۸۳      | ۱۷        | ۱۵٫۰۷ | ۲۴٫۲۵   |
| خط Green  | ۱۹۹۱      | ۲۱        | ۲۳٫۰۴ | ۳۷٫۰۸   |
| خط Silver | ۲۰۱۴      | ۲۸        | ۲۹٫۶  | ۴۷٫۶    |